# Spargania
Spargania is een geslacht van vlinders van de familie spanners (Geometridae), uit de onderfamilie Larentiinae.

## Soorten
- S. approbata Warren, 1900
- S. augustaria Herrich-Schäffer, 1855
- S. aurata Grote, 1882
- S. bellipicta Warren, 1901
- S. caudata Dognin, 1910
- S. cenizata Dognin, 1893
- S. clementi Prout, 1931
- S. coarctata Staudinger, 1895
- S. colorifera Warren, 1900
- S. commutata Dognin, 1910
- S. comprobata Dognin, 1913
- S. continuata Guenée, 1858
- S. crypta Druce, 1893
- S. cultata Guenée, 1858
- S. cyllene Druce, 1893
- S. daira Druce, 1897
- S. daphne Schaus, 1912
- S. denguera Dognin, 1893
- S. diversimedia Prout, 1910
- S. dulciferata Walker, 1862
- S. euphemia Dognin, 1906
- S. fallaciosa Dognin, 1918
- S. flavisquamata Dognin, 1904
- S. flavolimbaria Maassen, 1890
- S. flavolimbarioides Dognin, 1894
- S. icterica Dognin, 1893
- S. indentata Prout, 1910
- S. intensa Warren, 1904
- S. isolata Kaye, 1901
- S. leucocyma Warren, 1907
- S. lichenea Oberthür, 1883
- S. locuples Warren, 1904
- S. luctuata

Witbandspanner Denis & Schiffermüller, 1775
- S. magnoliata Guenée, 1858
- S. malacata Dognin, 1893
- S. myrtusaria Schaus, 1912

- S. narangilla Dognin, 1893
- S. nigrirubrata Warren, 1904
- S. perpendiculata Dognin, 1910
- S. privernaria Herrich-Schäffer, 1855
- S. prospicuata Guenée, 1858
- S. quadripunctata Walker, 1863
- S. radiosa Dognin, 1893
- S. randallae Sperry, 1951
- S. rubriviridis Warren, 1907
- S. rufifimbria Warren, 1904
- S. rufitaeniata Dognin, 1909
- S. rufivena Warren, 1904
- S. satanica Thierry-Mieg, 1894
- S. schistacea Warren, 1904
- S. selika Thierry-Mieg, 1905
- S. semirfuata Bastelberger, 1907
- S. subcuprea Warren, 1901
- S. subchlorata Felder, 1875
- S. subdecorata Dognin, 1911
- S. subignea Dognin, 1904
- S. subrubescens Warren, 1905
- S. subtilisecta Prout, 1931
- S. veronica Dognin, 1900
- S. viridescens Grossbeck, 1910
- S. viridissima Dognin, 1907